# Verwaltungsgemeinschaft Querfurt
In der Verwaltungsgemeinschaft Querfurt waren im sachsen-anhaltischen Landkreis Merseburg-Querfurt die Gemeinden Lodersleben und Gatterstädt sowie die Stadt Querfurt zusammengeschlossen. Verwaltungssitz war Querfurt. Am 11. Mai 1995 wurde sie aufgelöst, indem Lodersleben und Gatterstädt nach Querfurt eingemeindet wurden.